# Nicholas Vince
Nicholas Vince (n. mai 1958, Republica Federală Germania) este un actor, scriitor și producător de filme. Acesta s-a născut în Germania de Vest și locuiește în prezent în sudul Londrei⁠(d). A studiat la Mountview Theatre Academy și, la scurt timp după absolvire, l-a cunoscut pe Clive Barker, obținând rolul cenobitului Chatterer⁠(d) în filmele  Hellraiser (1987) și Hellbound: Hellraiser II (1988). Ulterior, a interpretat rolul lui Kinski în filmul lui Barker din 1990 Eroare genetică. Din 2016, susține financiar Festivalul de groază din Londra, cel mai mare festival de spectacole horror din Marea Britanie. În același an, a primit premiul London Horror Society Award pentru contribuții extraordinare aduse filmelor de groază independente britanice și în 2018 a primit „Lifetime of Torment Award” la Texas Frightmare.
A redactat benzile desenate Hellraiser, Nightbreed, Warheads⁠(d) și Mortigan Goth pentru Marvel Comics. A fost atât secretar, cât și președinte al Comics Creators Guild. A publicat două colecții de povestiri intitulate What Monsters Do și Other People's Darkness. În 2013, a adaptat două povestiri din What Monsters Do, „Green Eyes” și „Tunes From The Music Hall”. În 2017, nuvela sa influențată de Hellraiser - „Prayers for Desire” - a fost publicată în Hellraiser Anthology Volumul 2, oferind detalii despre originea personajului  The Chatterer.
A scris și regizat patru scurtmetraje: The Night Whispered difuzat în Marea Britanie, SUA și Franța; Your Appraisal este prezentat în cadrul festivalurilor; Necessary Evils și Kirby, A Hero. În plus, a creat două videoclipuri muzicale, „We Are The Hearts” de EXGF și „We Need Blood” pentru Soska Sisters Blood Drive.

## Filmografie
- Hellraiser (1987) – The Chattering Cenobite
- Hellbound: Hellraiser II (1988) – The Chatterer
- Nightbreed (1990) – Kinski
- The Hairy Hands (2010) – (voice)
- Mindless (2016) Horror short
- Hollower (2016)
- Borley Rectory (2017)
- Book of Monsters (2018)
- Heckle (2019)
- Fuck You Immortality (2019)
- They're Outside (2020) - Richard
- Paintball Massacre (2020)